# Fido DECT

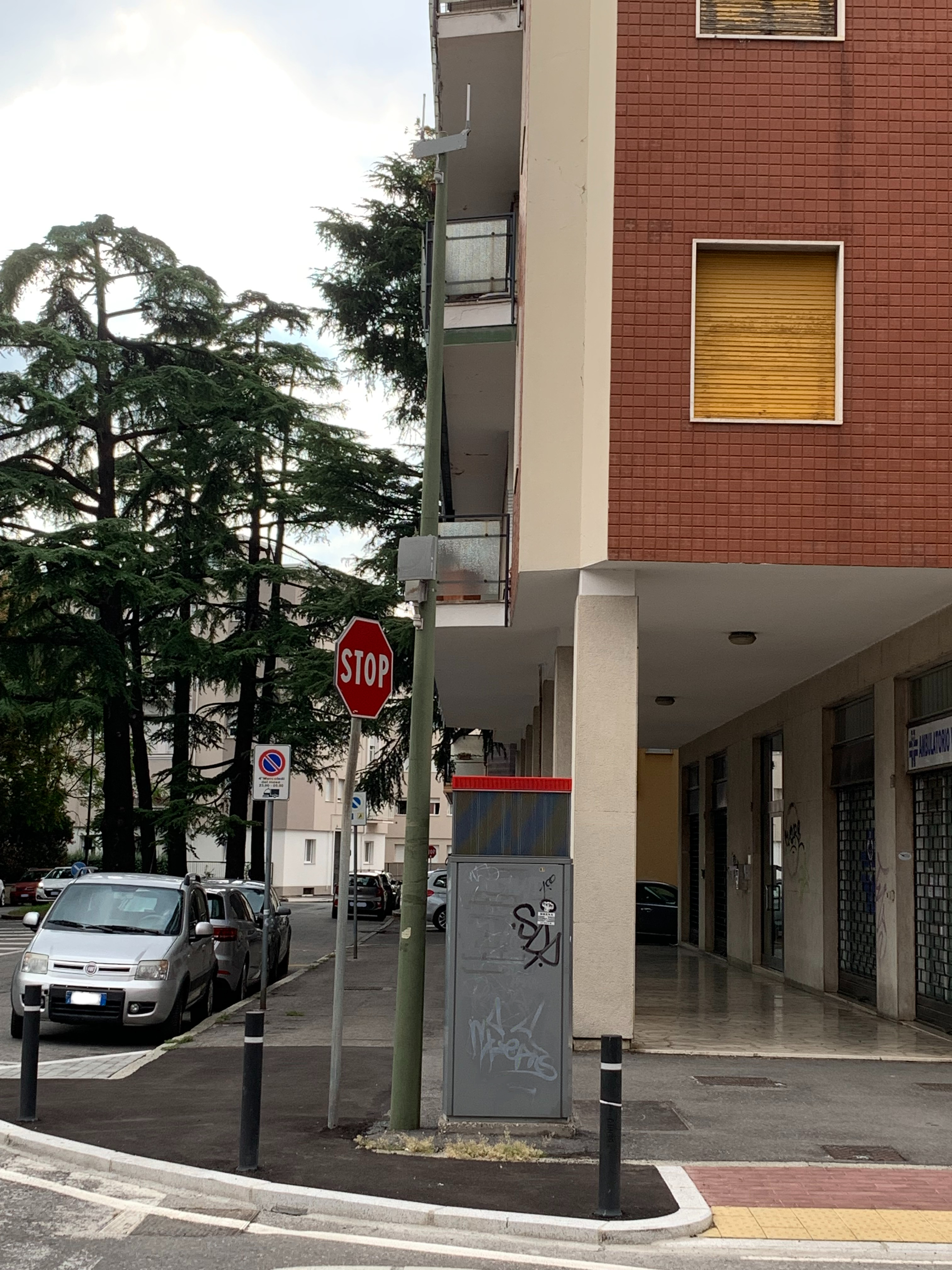
Un palo del progetto Fido-Dect (in disuso) vicino ad una cabina TIM, Brescia 2022

Fido-DECT è stato un progetto, ideato da Telecom Italia alla fine degli anni novanta, finalizzato all'estensione su scala urbana della copertura radio mobile dei telefoni cordless dotati di tecnologia DECT (acronimo di Digital Enhanced Cordless Telecommunication).

## Storia
Il progetto, avviato nel 1997, non si è mai concluso ed è andato completamente in disuso e infine dismesso nel 200,1 con l'affermazione definitiva degli standard internazionali di telefonia cellulare dell'epoca, ovvero il GSM/GPRS/EDGE. Al fallimento del progetto contribuirono anche i problemi tecnici del sistema, che comportavano difficoltà di comunicazione in movimento. 
Telecom investì tra i 1000 e i 1500 miliardi di lire, sebbene la cifra esatta non sia mai stata rivelata. Le antenne di Fido-DECT non sono state dismesse per non aggravare ulteriormente sui costi fallimentari del progetto e sono ancor oggi visibili in diverse città italiane. 
Gli abbonati totali al progetto furono soltanto 142.000 in tutta Italia, con una media di sole sei telefonate al mese pro capite. I numeri limitati decretarono il fallimento in pochi anni.

## Descrizione
Il sistema Fido-DECT prevedeva la copertura stradale della rete di alcune delle maggiori città italiane (ad esempio Roma e Milano), attraverso opportune antenne dedicate e disposte su pali a distanza di qualche centinaio di metri l'una dall'altra, fungendo da ricetrasmettitori wireless, in maniera simile ad una stazione radio base nelle reti cellulari e quindi connesse alla rete telefonica fissa. 

## Funzionamento
Il DECT non è un tipico sistema di telefonia mobile, ma un sistema di telefonia cordless. Si tratta cioè di un telefono destinato ad un uso domestico o aziendal,e che si muove all'interno di un'area geografica definita e/o limitata da una copertura radio offerta da una o più antenne (ad es. un appartamento, un palazzo, una villa, un aeroporto, una strada, un quartiere...). Se la copertura radio lo consente, è ammessa la migrazione da un'area ad un'altra. 
Tipicamente, la copertura radio poteva essere di proprietà di un soggetto differente dall'operatore che offriva il servizio di telefonia. Ad esempio, la basetta in una casa, o la copertura radio di un aeroporto che poteva essere fornita dall'azienda proprietaria dell'aeroporto nel caso venisse utilizzato solo dal personale, mentre il servizio di telefonia era offerto dall'operatore della rete fissa di cui la suddetta azienda era cliente. Per quanto riguarda "Fido" ad uso pubblico in un ambiente privato, sia le antenne che le centraline e la messa in opera venivano effettuate da Telecom Italia, e avevano un costo di noleggio a carico dell'azienda. Le telefonate del pubblico invece erano a carico del proprietario del Cordless.
Più in generale il passaggio da una copertura radio ad un'altra, se esse non sono adiacenti, è consentito solo dalla eventuale copertura offerta dall'operatore di telefonia di cui si è clienti.
Questo appena descritto rappresenta un primo scenario commerciale che con il vecchio telefono cordless analogico non era possibile: un telefono (e quindi un utente) che si muova all'interno della prima copertura radio (l'aeroporto) utilizza un servizio di telefonia cordless, un telefono (e quindi un cliente) che si sposta tra aree di copertura differenti utilizza un servizio di inter mobilità.

## Vantaggi e svantaggi
Il principale vantaggio era il costo molto più contenuto rispetto alla telefonia mobile dell'epoca. L'ammontare dell'abbonamento era quasi pari a quello di una normale utenza fissa, e il prezzo dell'apparecchio telefonico "cordless" era inferiore ad un cellulare. La tariffazione delle telefonate in mobilità erano fino al 90% minori rispetto alle reti cellulari convenzionali, e ricevere telefonate non comportava alcun costo. Inoltre la spesa per le comunicazioni era poco variabile e non soggetta alle "fasce di punta" più onerose tipiche dei radiomobili tradizionali in uso. Inoltre, si poteva usare dentro casa o in ufficio come un comune cordless collegandosi alla basetta ricevente connessa a sua volta da un cavo alla rete fissa convenzionale e mantenendone quindi anche lo stesso prefisso urbano e lo stesso numero telefonico.
Un altro aspetto positivo era che qualsiasi cittadino, ad uso privato o commerciale, aveva la facoltà di far installare all'interno della proprietà un'antenna a scopo di utilizzo pubblico quale servizio aggiuntivo, pagando un economico noleggio. Il sistema Fido poteva quindi essere presente anche in supermercati, centri commerciali, impianti sportivi, stabilimenti balneari, comprensori abitativi, grandi condominii eccetera. Il progetto prevedeva anche l'installazione negli edifici governativi e negli ospedali, ma la diffusione rimase sempre contenuta o totalmente assente.
Gli svantaggi comprendevano la copertura del segnale limitata a poche città, come alcuni capoluoghi di provincia. E anche nelle città stesse la rete era molto ridotta, concentrandosi principalmente in ristrette aree urbane, come i centri storici, alcuni quartieri più densamente popolati o lungo alcune vie principali, gli aeroporti e alcune stazioni ferroviarie. Questo anche perché costruire questa rete così capillare aveva un costo insostenibile, ben superiore a quello che costava una rete cellulare, a fronte di un potenziale guadagno minimo. 
Inoltre, il segnale radio era instabile e non permetteva di effettuare telefonate a bordo di veicoli in movimento se si superava la velocità di 40 Km/h. Era poi frequente perdere la linea anche andando a piedi e dentro gli edifici. Inoltre, le antenne e relative centraline supportavano un traffico telefonico limitato di apparecchi in contemporanea, provocando problemi di interferenze; non si potevano poi effettuare telefonate internazionali in mobilità, e inviare o ricevere SMS.
Infine, l'idea stessa non tenne conto del fatto che la telefonia cellulare era in rapida diffusione, anche per l'avvento della rete digitale GSM già anni prima, l'introduzione delle SIM Card amovibili, l'eliminazione dei costosi abbonamenti della vecchia rete ETACS (in favore del sistema di pagamento a ricarica) e il rapido abbassamento del costo dei cellulari.